# Harrison Onovwiomogbohwo
Harrison Onovwiomogbohwo (ur. 23 marca 2004) – nigeryjski zapaśnik walczący w stylu wolnym. Brązowy medalista igrzysk afrykańskich w 2023, a także mistrzostw Afryki w 2023 i 2024. Mistrz Afryki juniorów w 2023 roku. 